# Jermaine Sandvliet
Jermaine Sandvliet (Rotterdam, 17 september 1977) is een Nederlands oud-voetballer en sinds het seizoen 2012/13 assistent trainer bij Barendrecht. Hij speelde als linkermiddenvelder.
Voorheen speelde hij zeven seizoenen voor FC Dordrecht gevolgd door twee seizoenen bij Drogheda United in Ierland. Voordat hij naar Barendrecht ging, speelde hij voor Leonidas uit Rotterdam.

## Carrière
| Seizoen | Club            | Competitie       | Wedstrijden | Goals |
| ------- | --------------- | ---------------- | ----------- | ----- |
| 1997/98 | Dordrecht '90   | Eerste divisie   | 25          | 1     |
| 1998/99 | Dordrecht '90   | Eerste divisie   | 31          | 1     |
| 1999/00 | Dordrecht '90   | Eerste divisie   | 32          | 1     |
| 2000/01 | Dordrecht '90   | Eerste divisie   | 29          | 3     |
| 2001/02 | Dordrecht '90   | Eerste divisie   | 27          | 1     |
| 2002/03 | FC Dordrecht    | Eerste divisie   | 25          | 0     |
| 2003/04 | FC Dordrecht    | Eerste divisie   | 32          | 0     |
| 2004    | Drogheda United | Ierse competitie | 17          | 0     |
| 2005    | Drogheda United | Ierse competitie | 27          | 2     |
| 2006/07 | Leonidas        |                  |             |       |
| 2007/08 | Barendrecht     | Hoofdklasse A    |             |       |
| 2008/09 | Barendrecht     | Hoofdklasse A    |             |       |
| 2009/10 | Barendrecht     | Hoofdklasse A    |             |       |
| 2010/11 | Barendrecht     | Topklasse        |             |       |
| 2011/12 | Barendrecht     | Topklasse        |             |       |